# شيموس فريمان
شيموس فريمان (بالإنجليزية: Séamus Freeman)‏ هو أسقف كاثوليكي أيرلندي، ولد في 23 فبراير 1944 في مقاطعة تيبيراري في جمهورية أيرلندا.